# Wały Śląskie

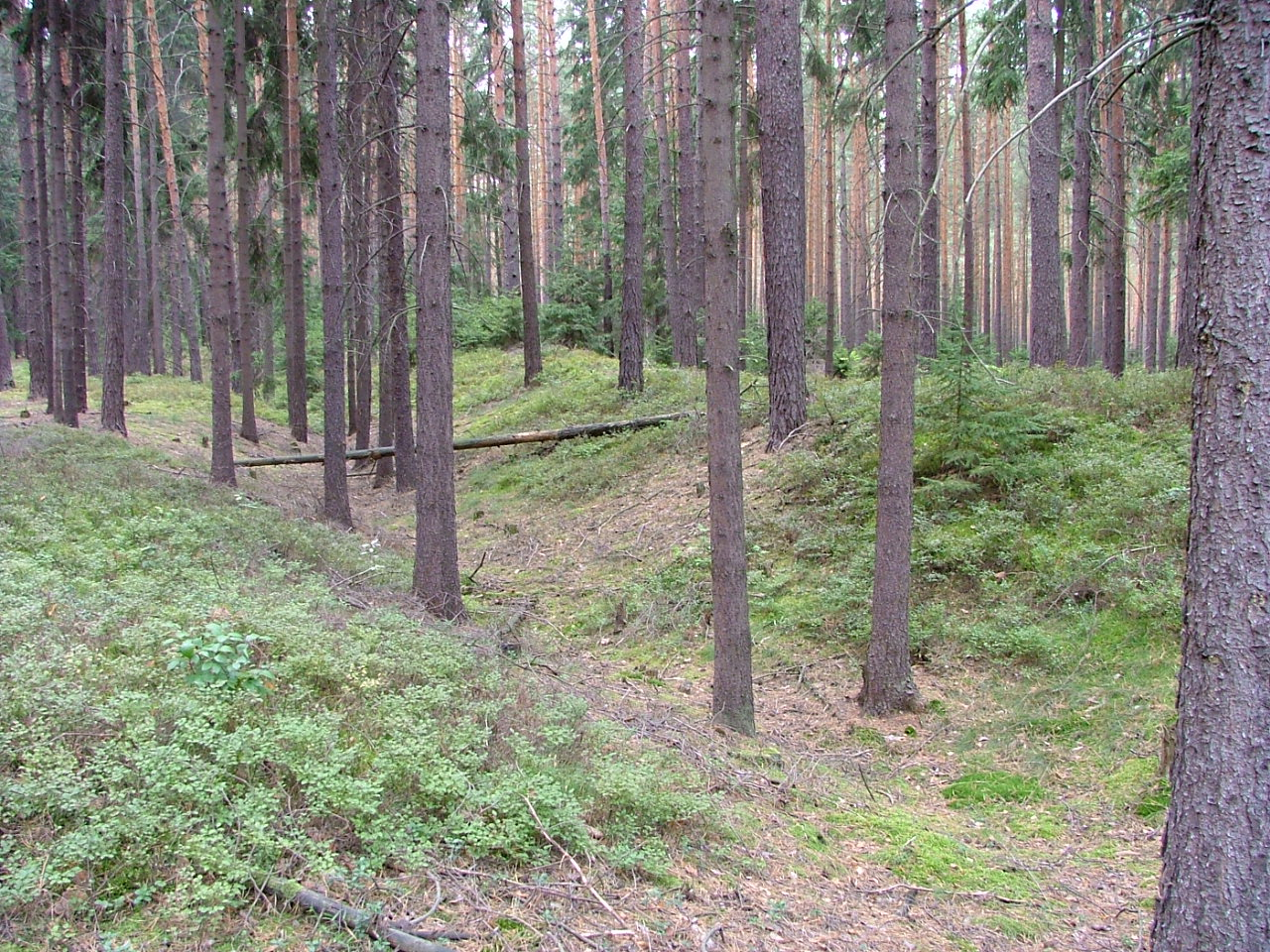
Wały Śląskie

Wały Śląskie (na dawnych mapach niemieckich oznaczane jako Dreigräben - dosł. trzy wały, trójwale; potocznie (choć nie wiadomo czy słusznie) nazywane również Wałami Chrobrego) – pas podwójnych i potrójnych wałów ziemnych, opartych o naturalne przeszkody, ciągnących się w zachodniej części Dolnego Śląska na obszarze m.in. Borów Dolnośląskich, począwszy od mokradeł w okolicy wsi Wierzbowa na południu, wzdłuż środkowego i dolnego biegu Bobru, aż po okolice Krosna Odrzańskiego na północy. Zwane w niektórych źródłach "najdłuższym zabytkiem w Europie". Ich ślady widoczne są do dziś. Dobrze zachowane fragmenty znajdują się m.in.: w powiecie bolesławieckim: ciąg ok. 7,5 km, zaczynający się 3,5 km na północ od miejscowości Wierzbowa i biegnący lasami w kierunku północnym, ku miejscowości Piotrowice; w powiecie żagańskim: odcinek na wysokości wsi Bobrowice i w pobliżu wsi Wrzesiny oraz na innych stanowiskach. W systemie Wałów Śląskich wyróżnia się ponadto wkomponowane w ich przebieg rzeki, zalewy i obszary bagienne.
Odnalezione fragmenty Wałów (ok. 30 km) posiadają zwykle formę pojedynczego nasypu (grobli z rowem), ale występują również odcinki z 2, 3 lub 4 równoległymi nasypami ziemnymi o szerokości od 18 do 44 metrów. 
Jedna z tez głosi, że powstały w X-XI wieku. Dla niektórych badaczy stanowiły dowód na istnienie na ówczesnym Śląsku związku plemiennego wokół plemienia Ślężan. Obok Przesieki Śląskiej (będącej zabezpieczeniem na wschodzie i południowym wschodzie) stanowiły ochronę granic Śląska od zachodu.

## Hipoteza najnowsza

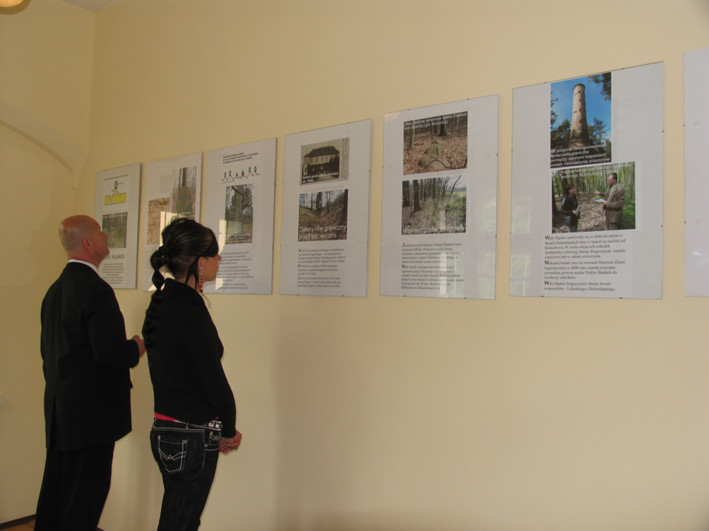
Wystawa z badań nad Wałami Śląskimi w Muzeum Ziemi Szprotawskiej

Muzeum Ziemi Szprotawskiej w dniu 23 grudnia 2006 podało do wiadomości publicznej raport z programu badawczego "Wały Śląskie". Wyniki badań ulokowały je w przedziale chronologicznym XIV/XV wieku. Wały wyznaczały granicę Księstwa Głogowskiego i księstwa żagańskiego, stanowiąc jednocześnie zaporę. Program badawczy jest ciągle w toku, dostarczając nowych informacji na temat dawnego pogranicza w rejonie występowania Wałów.

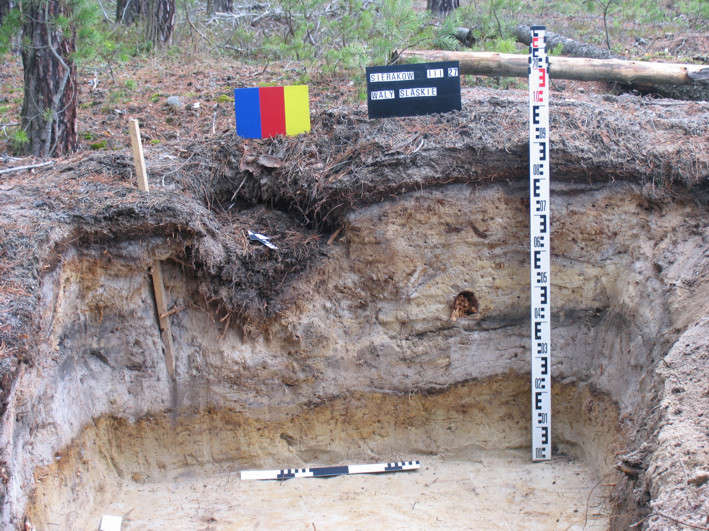
Wykopaliska PAN na Wałach Śląskich w 2008 roku

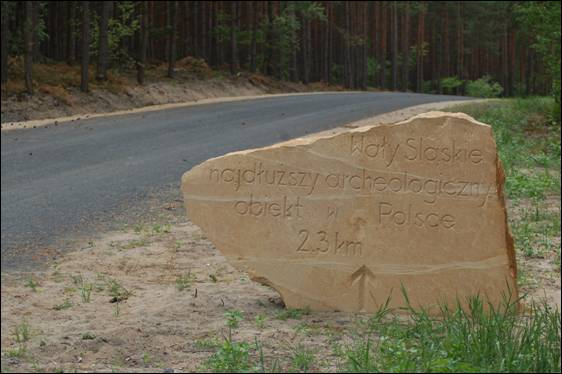
Oznakowanie turystyczne Wałów Śląskich na terenie Nadleśnictwa Szprotawa

Niniejsza hipoteza poza ww. zabytkami kultury materialnej zasadza się także na bezpośrednich wzmiankach źródłowych, m.in.:
- protokół rady miejskiej w Szprotawie z dnia 20 kwietnia 1399 wymienia państwowy obszar chroniony „hage”, który odnosi się do umocnienia granicznego[7];
- akt książęcy z 20 czerwca 1399 zezwala braciom Rechenberg na budowę wału w Tarnowie dla lepszej osłony Księstwa Głogowskiego[8];
- akt z 8 września 1484 wymienia nadgraniczny las z umocnieniami „Hegewald” koło Borowa Wielkiego
- akt z dnia 13 czerwca 1525 wymienia las z umocnieniami granicznymi „Hegewalde” koło Kiełcza nad Odrą;
- spis inwentarza zamku w Janowcu z 25 września 1560 bezpośrednio wymienia rów graniczny „Landgraben” rozdzielający Księstwo głogowskie od żagańskiego[9];
- porozumienie z 16 lipca 1699 zawarte pomiędzy miastem Szprotawa a hrabstwem Przemków bezpośrednio mówi o naprawie rowów granicznych „Gräntz=Graben”, podając ich przebieg zgodny z aktualnie znanym na ciągu południowym i wschodnim odcinku ciągu środkowego[10].

Jako dowody pośrednie przytacza się 17 zidentyfikowanych spokrewnionych obiektów na terenie Niemiec, wszystkie wzniesione w późnym średniowieczu. W pobliżu w okresie od 1399 powstawały udokumentowane źródłowo Wały Łużyckie.
5 czerwca 2008 Lubuski Wojewódzki Konserwator Zabytków na wniosek MZSz i po uzyskaniu pozytywnej opinii Regionalnego Ośrodka Badań i Dokumentacji Zabytków w Zielonej Górze, wpisał do rejestru zabytków pod numerami L-84/C i L-85/C odcinki zabytku, oznaczone jako stanowiska archeologiczne Biernatów i Sieraków, położone na terenie Nadleśnictwa Szprotawa, datowane na okres średniowiecza.
W 2013 roku ekipa badawcza Towarzystwa Bory Dolnośląskie natrafiła w okolicy przysiółka Szprotawka w Lubuskiem na kolejne nieznane dotąd odcinki Wałów Śląskich.
Na wpis do rejestru czekają pozostałe odcinki Wałów, m.in. na obszarze Nadleśnictwa Nowa Sól i poligonu Żagań-Świętoszów i pomiędzy wsiami Borowina i Witków w gminie Szprotawa.

## Znaczenie dla nauki
Wały Śląskie posiadają znaczenie naukowe i edukacyjne, dają bowiem szeroki wgląd w organizację państwowości na Śląsku w okresie pokolonizacyjnym. Odzwierciedlają stosunki graniczne, gospodarcze i komunikacyjne między księstwami śląskimi, począwszy od późnego średniowiecza. Uzasadniają charakter i lokalizację dawnych siedzib rycerskich. Są także jednym z elementów późnośredniowiecznej sztuki militarnej. Dowodzą stanu ówczesnej znajomości topografii terenu, będąc równocześnie reliktem sztuki geodezyjnej. Są jednym z najcenniejszych obiektów śląskiego dziedzictwa kulturowego.
Ostatnimi pracami archeologicznymi na Wałach Śląskich były przeprowadzone w grudniu 2008 wykopaliska sondażowo-ratownicze na stanowisku Sieraków, pod patronatem Instytutu Archeologii i Etnologii Polskiej Akademii Nauk Oddział we Wrocławiu.